# Brenda Lee
Pour les articles homonymes, voir Lee et Tarpley.
Brenda Lee, née Brenda Mae Tarpley le 11 décembre 1944 à Atlanta en Géorgie, est une chanteuse américaine de pop, de rock et de country.
Star et enfant prodige dans les années 1960, elle est notamment connue pour sa chanson I'm Sorry (en), classée no 1 au Billboard Hot 100 singles en juillet 1960 et pour Rockin' Around the Christmas Tree en 1958, un classique de la chanson américaine depuis 50 ans.
Sa popularité faiblit à la fin des années 1960 lorsque sa voix devint mûre, mais elle poursuit cependant avec succès sa carrière, revenant à ses racines de chanteuse country avec une succession de hits pendant les années 1970 et 1980.
Mesurant environ 1,45 m, elle a reçu le surnom de « Little Miss Dynamite » en 1957 après avoir enregistré la chanson Dynamite et fait partie des premières stars de la pop à avoir connu une célébrité mondiale.

## Biographie

### Enfance, formation et débuts
Brenda Lee a deux sœurs et un frère : Linda, née en 1942 ; Randall, né en 1949 ; et Robyn, née en 1955.
Dès l’âge de trois ans, fascinée par la musique entendue à la radio, elle mémorise déjà des parties de chansons qu'elle chante tout en jouant dans la maison familiale.
Elle a commencé à chanter dans une Église baptiste tous les dimanches .
En 1950, elle fait partie des élèves de son école choisis pour participer au concours de talents du festival de printemps de sa région : elle remporte le premier prix. Les organisateurs, impressionnés, invitent Brenda à participer à un show radio à Atlanta. Elle fait ses débuts avec la chanson Too Young et connaît aussitôt un très grand succès. On lui propose de revenir chaque samedi. Elle participe ensuite régulièrement à une autre émission.
Reuben, le père de Brenda, joueur de baseball semi-professionnel et charpentier, meurt d’un accident du travail en mai 1953. La mère de Brenda se marie quelque temps après avec Jay Rainwater, et la famille déménage à Augusta, Géorgie.

### Carrière
À la fin de l'année 1955, le chanteur de musique country Red Foley (en), alors au sommet de sa carrière, vient chanter à Augusta. Il accepte que Brenda fasse une apparition dans son show. Elle y chante Jambalaya et son succès dépasse tous les espoirs. En février 1956, Brenda passe dans un show sur ABC, une station située à Springfield, Missouri. Devant le succès, la famille décide de déménager à Springfield.
Brenda se produit alors dans des émissions nationales. Elle rencontre Paul Cohen, directeur de Decca Records à Nashville, et, le 21 mai 1956, elle signe son premier contrat avec la maison de disques.
Le 30 juillet 1956, elle enregistre sa première session dans un petit studio de Nashville. Les deux premiers singles sortis par Decca sont Jambalaya avec Bigelow 6200, Christy Christmas avec I'm Gonna Lasso Santa Claus. Elle enregistre ensuite One Step At A Time qui se place à la 43e place des charts.
En mai 1957, elle enregistre Dynamite qui lui donne son surnom de « Little Miss Dynamite », puis, le 8 mai 1958, Ring-A-My-Phone et Little Jonah. Elle fait la connaissance d’Elvis Presley avec qui elle demeure amie jusqu’à la mort du chanteur.
Dans le même temps, Brenda continue de se produire dans divers concerts (dont le Flamingo Hôtel de Las Vegas) et divers shows TV. Cependant, elle est de moins en moins demandée, sans doute parce qu'à quatorze ans elle n’est plus considérée comme une enfant prodige.

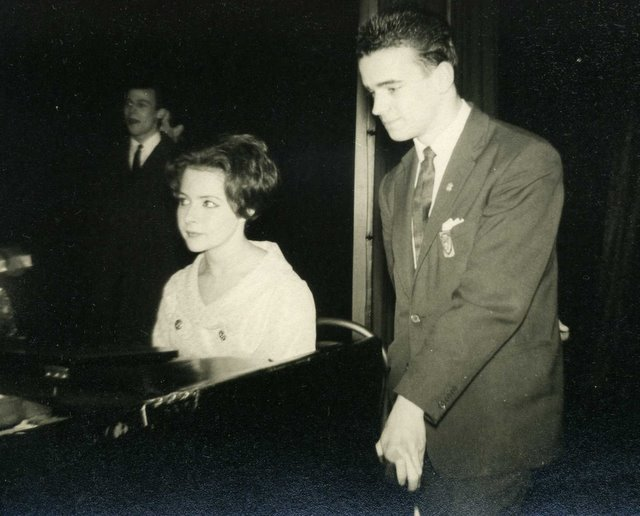
Brenda Lee en avril 1962.

En janvier 1959, elle part à Paris. Les promoteurs qui avaient organisé sa venue s'attendaient à voir une adulte et non une teenager, ils ne veulent plus assurer leur contrat. Son imprésario déclare à la presse qu’elle est en fait une naine de 32 ans. Puis, honteux de son action, il dément sa déclaration, mais l'histoire est publiée, et la rumeur se répand dans toute l'Europe et dans le monde entier. Ce scandale est finalement bénéfique à Brenda, qui fait salle comble à tous ses concerts et passe même à l'Olympia pendant cinq semaines. En coulisses, Gilbert Bécaud l'encourage et lui donne des conseils.
Ce succès parisien lui permet de se rendre au Royaume-Uni, aux Pays-Bas et en Allemagne, au Brésil où elle rencontre un immense succès. Son succès en Europe finit par se répercuter aux États-Unis.

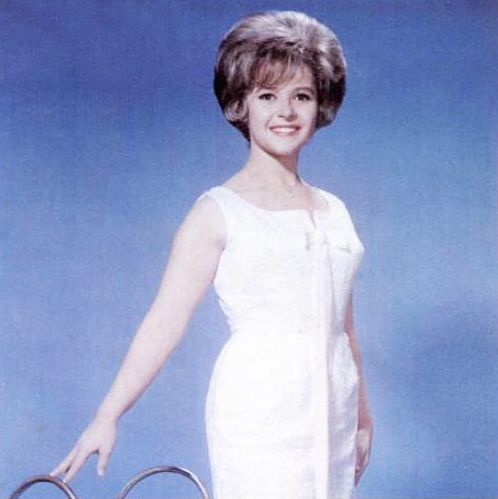
Brenda Lee en 1965.

En août 1959, Sweet Nothin's arrive à la cinquième place dans les charts américains, à la quatrième place dans les charts britanniques. L’auteur, Ronnie Self, lui donne une autre chanson, I'm Sorry (en) qui devient numéro un aux États-Unis.
Le succès de I'm sorry est la transition du changement musical de Brenda : elle abandonne le rock 'n' roll et s'oriente vers un son plus « nashvillien ». Elle chante I Just Want To Be Wanted, Emotions et You Can Depend On Me dans les années 1960.
En 1961, elle fait ses débuts au cinéma dans Two little bears. Elle y chante Speak To Me Pretty qui est devenu très populaire au Royaume-Uni, mais n’a pas eu grand succès aux États-Unis. Elle a eu aussi un petit rôle dans Smokey and the Bandit 2 où elle chante Again and Again.
Le 24 avril 1963, à l'église Radnor de Nashville, elle épouse Ronnie Shacklett (né le 12 mai 1944), leur premier enfant naît en 1964.
En septembre 1964, au cours de la Royal Command Performance, elle chante devant la reine Élisabeth II. Elle continue ses tournées au Royaume-Uni, Allemagne, France, Italie et au Japon.
Dans les années 1970, Brenda Lee, confrontée à ses soucis de jeune maman, a également des problèmes de voix dus à ses cordes vocales malmenées. Elle décide d’arrêter de chanter pendant un certain temps, mais reprend peu après, et continue d’enregistrer des disques.
En 1983, elle chante en duo avec Willie Nelson, You're Gonna Love Yourself (In The Morning).
En 1997, elle est intronisée au Country Music Hall of Fame.

## Discographie sélective
| Year | Album                                                                                                  | US Pop Albums |
| 1959 | Grandma, What Great Songs You Sang!                                                                    | -             |
| 1959 | Dynamite! And Sweet Nothing                                                                            | -             |
| 1960 | Brenda Lee                                                                                             | 5             |
| 1960 | This Is... Brenda                                                                                      | 4             |
| 1960 | I'm Sorry                                                                                              | 4             |
| 1961 | Emotions                                                                                               | 24            |
| 1961 | All the Way (#20 UK)                                                                                   | 17            |
| 1962 | Sincerely                                                                                              | 29            |
| 1962 | Brenda, That's All (#13 UK)                                                                            | 20            |
| 1963 | All Alone, Am I (#8 UK)                                                                                | 25            |
| 1963 | Let Me Sing                                                                                            | 39            |
| 1964 | By Request                                                                                             | 90            |
| 1964 | Merry Christmas From Brenda Lee                                                                        | 7             |
| 1964 | It's Allright with me                                                                                  | 7             |
| 1965 | Top Teen Hits                                                                                          | -             |
| 1965 | The Versatile Brenda Lee                                                                               | -             |
| 1965 | Too Many Rivers                                                                                        | 36            |
| 1966 | Bye Bye Blues (#21 UK)                                                                                 | 94            |
| 1966 | 10 Golden Years                                                                                        | 70            |
| 1966 | Coming On Strong                                                                                       | 94            |
| 1967 | For the First Time, Brenda and Pete (with Pete Fountain)                                               | 187           |
| 1968 | Good Life                                                                                              | -             |
| 1969 | Reflections In Blue                                                                                    | -             |
| 1969 | The Show For Christmas Seals (with Tennessee Ernie Ford)                                               |               |
| 1969 | Johnny One Time                                                                                        | 98            |
| 1970 | Memphis Portrait                                                                                       | -             |
| 1973 | A Whole Lotta Love                                                                                     | -             |
| 1973 | The Brenda Lee Story: Her Greatest Hits                                                                | -             |
| 1974 | Brenda                                                                                                 | -             |
| 1974 | New Sunrise                                                                                            | -             |
| 1975 | Brenda Lee Now                                                                                         | -             |
| 1975 | Sincerely, Brenda Lee                                                                                  | -             |
| 1976 | L.A. Sessions                                                                                          | -             |
| 1980 | Even Better                                                                                            | -             |
| 1980 | Take Me Back                                                                                           | -             |
| 1980 | Little Miss Dynamite (#15 UK; Britain-only compilation)                                                | -             |
| 1981 | Only When I Laugh                                                                                      | -             |
| 1982 | Greatest Country Hits                                                                                  | -             |
| 1983 | Kris, Willie, Dolly & Brenda...the Winning Hand (with Kris Kristofferson, Dolly Parton, Willie Nelson) | -             |
| 1983 | 25th Anniversary (#65 UK)                                                                              | -             |
| 1984 | The Very Best of Brenda Lee (#16 UK)                                                                   | -             |
| 1985 | Feels So Right                                                                                         | -             |
| 1991 | Brenda Lee (Warner Bros.)                                                                              | -             |
| 1991 | A Brenda Lee Christmas                                                                                 | -             |
| 1992 | Greatest Hits Live                                                                                     | -             |
| 1994 | The Very Best of Brenda Lee (#20 UK)                                                                   | -             |
| 1995 | Coming On Strong (Muskateer)                                                                           | -             |

## Récompenses et nominations
| Année | Association              | Catégorie                  | Nommée pour                         | Resultat   |
| ----- | ------------------------ | -------------------------- | ----------------------------------- | ---------- |
| 1962  | NME Awards               | World Female Singer        | Elle-même                           | Lauréat    |
| 1963  | NME Awards               | World Female Singer        | Elle-même                           | Lauréat    |
| 1964  | NME Awards               | World Female Singer        | Elle-même                           | Lauréat    |
| 1999  | Grammy Awards            | Hall of Fame Induction     | That's All You Gotta Do/I'm Sorry   | Lauréat    |
| 2007  | Academy of Country Music | Cliffe Stone Pioneer Award | Elle-même                           | Lauréat    |
| 2008  | Dove Awards              | Country Album of the Year  | Gospel Duets with Treasured Friends | Nomination |
| 2009  | Grammy Awards            | Lifetime Achievement Award | Elle-même                           | Lauréat    |